# باراكس
بلدية باراكس (بالإسبانية: Barrax) هي بلدية تقع في مقاطعة البسيط التابعة لمنطقة كاستيا لا مانتشا وسط إسبانيا.

## الديموغرافيا
بلغ عدد سكان بلدية باراكس 2.063 نسمة عام 2011 (وفقاً للمعهد الوطني الإسباني للإحصاء).
| 1.979 | 1.952 | 1.941 | 1.978 | 2.023 | 2.049 | 2.063 |